# Nelson-Buschratte
Die Nelson-Buschratte (Neotoma nelsoni) ist ein in Mexiko verbreitetes Nagetier in der Gruppe der Neuweltmäuse. Die Art ist eng mit der Weißzahn-Buschratte (Neotoma leucodon) verwandt, weicht jedoch in verschiedenen morphologischen Kennzeichen ab.

## Merkmale
Als eine der größeren Buschratten erreicht die Art eine Kopf-Rumpf-Länge von etwa 195 mm, eine Schwanzlänge von etwa 155 mm und ein durchschnittliches Gewicht von 198 g. Die Länge der Hinterfüße beträgt etwa 38 mm. Typisch ist das zimtbraune Fell der Oberseite, in dem sich einige dunklere Haare befinden. Das hellgraue Fell der Unterseite besteht aus grauen Haaren mit weißen Spitzen. Die Nelson-Buschratte hat graubraune Wangen. Markant ist der dicke Schwanz, der eine etwas dunklere Oberseite besitzt. Verglichen mit der Weißkehl-Buschratte (Neotoma albigula) hat dieses Nagetier ein dunkleres Fell.

## Verbreitung und Lebensweise
Die Art ist nur aus einem bis zu 100 km² großen Gebiet im zentralen Teil des mexikanischen Bundesstaates Veracruz südlich der Stadt Perote bekannt. In der Region kommen sowohl trockene Landschaften mit Kakteen und Büschen als auch tropische Regenwälder sowie Wolken- und Nebelwälder vor. Die ersten Exemplare wurden auf 2380 Meter Höhe gefunden.
Es wird eine den anderen Buschratten vergleichbare nachtaktive Lebensweise angenommen.

## Gefährdung
Der Bestand ist hauptsächlich durch die Umwandlung der Region in Landwirtschaftsflächen bedroht. Eingeschleppte fremde Tiere können als Feinde oder Konkurrenten auftreten. Die IUCN listet die Nelson-Buschratte deshalb als vom Aussterben bedroht (critically endangered).